# Sąd (filozofia)
Sąd – jedno z podstawowych pojęć filozofii języka, filozofii umysłu i epistemologii oznaczające zdanie potwierdzające lub zaprzeczające pewnemu stanowi rzeczy, mogące być prawdziwe lub fałszywe. Sąd taki, będący wyrazem pewnych przeżyć psychicznych, bywa określany mianem sądu w sensie psychologicznym i odróżniany jest od sądu w sensie logicznym, który jest znaczeniem zdania logicznego.
Kwestią filozoficznego sporu pozostawały zarówno istota sądów i aktów sądzenia, jak i ich związek ze zjawiskami mentalnymi. Ponieważ sądy uważane były za jedno z podstawowych zjawisk psychicznych, wchodzące w skład bardziej złożonych zjawisk, u podstaw sporu leżą przede wszystkim różne koncepcje umysłu.
Dwa główne stanowiska w tym sporze nazwane zostały przez Franza Hillebranda mianem allogenetycznej i idiogenetycznej teorii sądów. Terminy te pojawiły się w polskiej filozofii dzięki Kazimierzowi Twardowskiemu. Wskutek krytyki utrwaliła się jednak ich poprawniejsza etymologicznie forma: idiogeniczne i allogeniczne teorie sądów.

## Allogeniczne teorie sądów
Teorie te wychodzą od podziału zjawisk psychicznych wprowadzonego przez Johannesa Nikolausa Tetensa, Mosesa Mendelssohna i Immanuela Kanta. Dzielili je oni na poznanie, uczucie i pożądanie. Sądy należą do dziedziny poznania i uważa się je za pewien układ przedstawień (wyobrażeń czy pojęć). Aby zaistniał sąd konieczne jest wystąpienie przynajmniej dwóch przedstawień, z których jedno najczęściej jest określane jako podmiot, a drugie jako orzeczenie.

## Idiogeniczne teorie sądów
Teorie idiogeniczne opierają się na podziale wprowadzonym przez Kartezjusza, który wyróżniał idee, sądy i uczucia (chcenia). Rozwiniętą teorię sądów, opartą na tym podziale wprowadza Franz Brentano. To co u Kanta określane jest mianem "poznania", u Brentano rozbite jest na przedstawienia i sądy, które są różnymi gatunkowo zjawiskami. Przedstawienia nie są tutaj składnikiem sądów (sądy nie są kombinacją przedstawień), lecz je umożliwiają. Wystarczy przy tym już jedno przedstawienie, a nie dwa jak w stanowisku powyższym. Trzecią zasadniczą różnicą jest klasyfikacja aktu sądzenia - jest on zjawiskiem psychicznym sui generis, gdy tymczasem w stanowisku allogenicznym, takimi faktami są jedynie przedstawienia, które jedynie są syntetyzowane, analizowane czy kombinowane.
Tezy Brentano zostały rozwinięte przez Kazimierza Twardowskiego, który rozróżnił akt, treść i przedmiot sądu. Aktem sądu jest stwierdzenie lub zaprzeczenie. Treścią sądu jest określona rzeczywistość (istnienie bądź nieistnienie). Przedmiotem natomiast jest to czego istnienie (bądź nieistnienie) jest stwierdzane lub zaprzeczane. Dzięki takiej konstrukcji sądu unika Twardowski błędu, który popełnił Brentano, nie rozróżniając samego przedmiotu i jego przedstawienia. W konsekwencji przedmioty istniejące w umyśle traktowane są na równi z przedmiotami istniejącymi w rzeczywistości pozaumysłowej i tak naprawdę nie można zaprzeczyć ich istnieniu.
Odnosząc się do idiogenicznych teorii sądów, Twardowski stwierdza, że ich źródłem był fakt, że przedmiotem sądów są najczęściej różne relacje. Z tego powodu wnoszono, że sąd jest zjawiskiem złożonym z kilku przedstawień. Według niego jednak nie wyczerpuje to wszystkich możliwych aktów sądzenia. W przypadku bowiem kiedy stwierdzamy w prosty sposób, że coś istnieje (np. "Ziemia istnieje"), mamy do czynienia jedynie z jednym przedstawieniem ("Ziemia"), które jest przedmiotem sądu. Takie zdania mają wskazywać, że teorie idiogeniczne są trafniejsze, tzn. tłumaczą szerszy zakres  wypadków niż teorie allogeniczne.